# 300-talet f.Kr.
Denna artikel handlar om seklet 300-talet f.Kr., åren 399-300 f.Kr. För decenniet 300-talet f.Kr., åren 309-300 f.Kr., se 300-talet f.Kr. (decennium).

## Händelser
- Alexander den stores uppgång och fall inträffar.
- Arkeologiska fynd har gjorts av ullsaxen från detta århundrade.
- Världens äldsta kända sparbössa har hittats i Babylon och är från detta århundrade.
- Det äldsta kända manuskriptet av Daodejing är från 300-talet f.Kr.
- Peri fyton historia nedtecknas.

## Födda
- 384 f.Kr. – Aristoteles, grekisk filosof.
- 20 juli 356 f.Kr. – Alexander den store, fältherre och kung av Makedonien.

## Avlidna
- 399 f.Kr. - Sokrates, grekisk filosof (påtvingat självmord).